# Camille Bombois
Camille Bombois, född den 3 februari 1883 i Venarey-les-Laumes, död den 6 juni 1970 i Paris, var en av Frankrikes mest namnkunniga äktnaiva konstnärer, speciellt känd för sina målningar av cirkusscener.

## Biografi
Camille Bombois föddes och växte upp under enkla förhållanden. Han tillbringade sin barndom på en pråm och gick i en lokal skola till tolv års ålder, då han fick börja arbeta som lantarbetare. På fritiden tecknade han och deltog i lokala brottningstävlingar. Han blev lokal brottningsmästare innan han började resa med en cirkus som atlet och brottare.
År 1907 förverkligade Bombois sin dröm om att flytta till Paris, där han gifte sig och började arbeta som järnvägsarbetare, för att efter en tid hitta ett nattarbete med att hantera pappersrullar på ett tidningstryckeri. Trots det ansträngande arbetet målade han från morgon till kväll och sov litet. Dessa tidiga verk var påverkade av gamla mästare. De var målade i dämpade färgskalor och lockade få köpare.
År 1914 började fyra och ett halvt års militärtjänst för Bombois i första världskriget. Han tillbringade mycket av denna tid vid fronten och blev tre gånger dekorerad för tapperhet. Vid återkomsten till hemmet uppmuntrades han av att hans hustru, under hans bortovaro, lyckats sälja ett antal av hans målningar. Han återupptog därför sin rutin med nattarbete och målning på dagtid. År 1922 upptäckte poeten och redaktören Noël Bureau hans måleri på trottoarerna i Montmartre. Han skrev om detta och publicerade en del  målningar i sin tidskrift Rythme et Synthèse, vilket fick samlares intresse att växa, som till exempel konsthandlaren Wilhelm Uhdes. Camille Bombois övergick då till att måla på heltid.
1928 köpte konstmuseet i tyska Kassel in en målning av honom. På tyska heter den Die Angler / Sportfiskarna. Ett knappt decennium senare, i augusti 1937 beslagtogs den av propagandaministeriet i Nazityskland, därför att den definierades som entartete Kunst och sådant skulle inte finnas på tyska museer. Målningen fördes ett år senare till Schloss Schönhausens värdedepå för värdering och eventuell försäljning till utlandet. Konsthandlaren Hildebrand Gurlitt köpte den för 800 Sfr direkt ur depån 1939. 
Bombois första ”riktiga” utställning ägde annars rum först 1937 i Paris tillsammans med ett antal andra. Samlingsutställningen fick namnet Maitres Populaires de la réalité ["Verklighetens folkkära mästare"]. Kritikerna jämförde Bombois arbeten med  Henri Rousseaus, en naiv stil med tydligt avgränsad form och uppmärksamhet på detaljer, även om han var mindre fantasifull än Rousseau.
Målningarna i hans senare produktion är djärvare i färg, med starka kontraster av svart, klarrött, blått och rosa. Utifrån sin egen erfarenhet målade han ofta cirkusartister och landskap med fiskare. Hans målningar av kvinnor präglas av kraftfull sinnlighet och hans landskap tar anmärkningsvärd hänsyn till rymden och effekterna av ljus reflekterat av vatten.
Bombois verk finns representerade i många offentliga samlingar och särskilt på Musée Maillol de Paris.